# International Guerillas
Pour plus de détails, voir Fiche technique et Distribution.
International Guerillas (titre original International Gorillay) est un film pakistanais réalisé par Jan Mohammed et sorti en 1990. Le film, sorti dans le cadre de la controverse autour des Versets sataniques, est célèbre pour mettre en scène une histoire où Salman Rushdie (interprété par l'acteur Afzaal Ahmad) tient le rôle du méchant.

## Synopsis
Le monde musulman est en émoi à la suite de la publication des Versets sataniques de Salman Rushdie. Rushdie souhaite voir tomber le bastion de l'islam qu'est le Pakistan. Bien décidés à déjouer ses plans, un policier pakistanais et ses deux frères partent affronter le diabolique Salman Rushdie. Ce dernier, à la tête d'une organisation criminelle internationale qu'il dirige avec son allié juif, le Chef Batu Batu, a l'intention de détruire l'islam dans le monde en ouvrant une chaîne de casinos et de boîtes de nuit disco, répandant ainsi le vice et la débauche.
Après de multiples rebondissements, Salman Rushdie meurt foudroyé par des corans volants.

## Fiche technique
- Réalisation : Jan Mohammed
- Scénario : Nasir Adib
- Photographie : Kamran Mirza
- Montage : A. Saeed
- Producteur : Sajjad Gul
- Dialogue : Zahoor Ahmed et Sikandar Khanna
- Musique : M. Arshad et M. Ashraf

## Distribution
- Afzaal Ahmad : Salman Rushdie
- Albela
- Ghulam Mohiuddin : Ghulam
- Neeli : Shagutta
- Mustafa Qureshi : Mustafa
- Rangeela : Chief Batu Batu
- Babra Sharif : Dolly
- Javed Sheikh : Javed

## Controverse
Les producteurs du film ayant émis le souhait de distribuer le film au Royaume-Uni, le bureau de censure du cinéma britannique se déclara incompétent pour lui décerner un visa de censure, du fait du caractère diffamatoire du scénario. Salman Rushdie lui-même finit par déclarer qu'il ne s'opposerait pas à la sortie du film en Grande-Bretagne, au nom de la liberté d'expression et pour éviter que la censure de l'œuvre ne lui fasse de la publicité. Le film connut donc une distribution, limitée, au Royaume-Uni.